# صيام ما قبل الجراحة

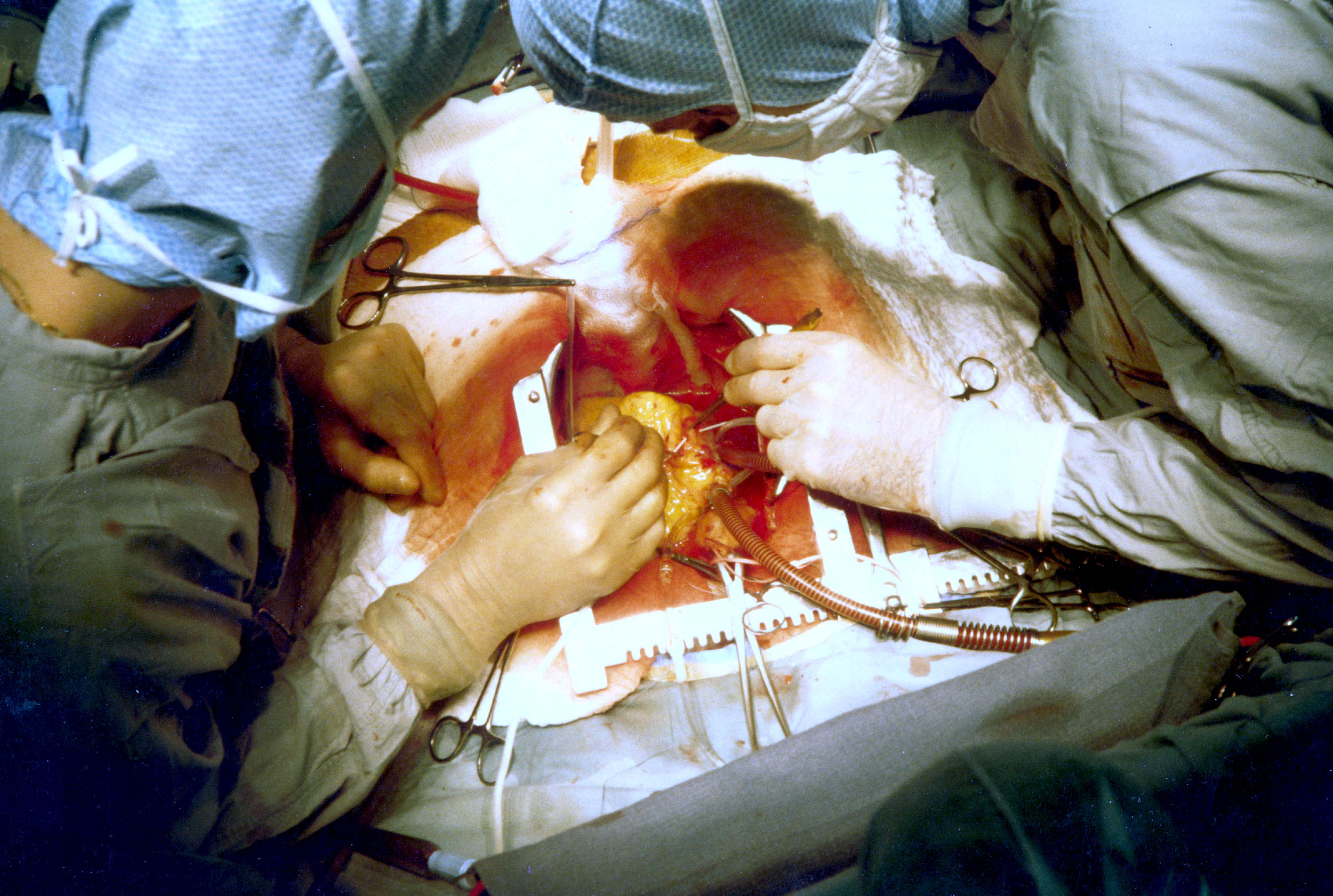

إن صيام ما قبل الجراحة عبارة عن ممارسة يقوم بها المريض الذي يكف عن تناول الطعام والشراب لفترة من الوقت قبل إجراء الجراحة. الغرض من هذه الممارسة هو منع محتويات الشفط الرئوي للمعدة أثناء التخدير العام.[Allman، Keith G. (2006). Oxford Handbook of Anaesthesia, 2nd edition. Oxford University Press. {{استشهاد بكتاب}}: النص "0–19–856609–0" تم تجاهله (مساعدة) والوسيط author-name-list parameters تكرر أكثر من مرة (مساعدة)]

## الشفط الرئوي
والسبب الرئيسي من صيام ما قبل الجراحة هو منع محتويات الشفط الرئوي للمعدة حال كون المريض تحت تأثير التخدير العام. إن مقدار 30ـ40 مل من الشفط قد يكون سببًا كبيرًا في المعاناة والموت خلال العملية ولهذا يصوم المريض لتقليل حجم محتويات المعدة إلى أقصى حد ممكن. وهناك عوامل عدة يمكن أن تجعل المريض عرضةً لشفط محتويات المعدة بما في ذلك عدم كفاية تخدير، والحمل، والسمنة، والمسالك الهوائية الصعبة، وجراحة الطوارئ (لقصر فترة الصيام)، والمعدة الممتلئة وتغير حركة الجهاز المعدي المعوي. كما يؤدي الصيام لفترة طويلة إلى تقلص الإصابة حال حدوث الشفط.

## الحالات المعدية
بالإضافة إلى الصيام، يتم إعطاء مضادات الحموضة عشية الجراحة (أو في الصباح إذا كانت العملية سيتم إجراؤها عصرًا) ومرة أخرى قبل الجراحة بساعتين. وهذا لزيادة الأس الهيدروجيني (pH) (جعله أكثر حيادية) للحمض الموجود بالمعدة، مما يساعد على تقليل الضرر الناجم عن الشفط الرئوي، حال حدوثه. ينبغي استخدام مناهضات مستقبلات H2 في الحالات ذات الخطورة العالية وينبغي إعطاؤها في نفس فترات التوقيت كمضادات للحموضة.
قد يحدث خزل المعدة (تفريغ المعدة المتأخر) ويكون نتيجة لأسباب متعلقة بالتمثيل الغذائي (على سبيل المثال داء السكري غير المسيطَر عليه جيدًا)، أو حركة المعدة المنخفضة (على سبيل المثال بسبب إصابة في الرأس) أو انسداد البواب (على سبيل المثال تضيق البواب يؤثر تفريغ المعدة المتأخر فقط على تفريغ المعدة التي بها أطعمة عالية السيلولوز مثل الخضراوات. كما يتأثر تفريغ المعدة من السوائل الصافية مثل الماء أو القهوة السادة فقط في تفريغ المعدة المتأخر عالي التقدم.
وفي بعض الأحيان، يكون الارتجاع المريئي المعدي مرتبطًا بتفريغ المعدة المتأخر من المواد الصلبة، ولكن لا تتأثر السوائل الصافية. الضغط المرتفعداخل البطن (على سبيل المثال في فترة الحمل أو السمنة) يعرض لعملية القلس. ويمكن لبعض الأدوية مثل الأفيونيات أن تسبب تأخيرات في إفراغ المعدة، كما يفعل الرضح الذي يمكن تحديده من خلال بعض المؤشرات مثل أصوات الأمعاء الطبيعية وإحساس المريض بالجوع.

## الحد الأدنى لفترات الصيام
كثيرًا ما دار النقاش حول الحد الأدنى لفترات الصيام. كان أول اقتراح لاختصاصيي التخدير البريطانيين بأن المريض ينبغي أن الامتناع عن الطعام عن طريق الفم وتناول السوائل من منتصف الليل.[Maltby JR (أبريل 2006). "Preoperative fasting guidelines" (PDF). Can J Surg. ج. 49 ع. 2: 138–9, author reply 139. PMID:16630428. مؤرشف من الأصل (PDF) في 2018-04-03. اطلع عليه بتاريخ 2008-08-20.] ومع ذلك، منذ ذلك الحين أوصت الجمعية الأمريكية لأطباء التخدير (ASA)، يليها رابطة اختصاصيي التخدير في بريطانيا العظمى وأيرلندا (AAGBI)، بمبادئ توجيهية جديدة بخصوص الحد الأدنى لفترات الصيام قبل الجراحة.[1] واستندوا في ذلك على أدلة من أطباء التخدير الكنديين الذين وجدوا أن شرب السوائل الصافية قبل الجراحة بساعتين قلل من الشفط الرئوي مقارنةً مع أولئك الذين امتنعوا عن الطعام عن طريق الفم وتناول السوائل منذ منتصف الليل.[2] وفيما يلي المبادئ التوجيهية الموصى بها الامتناع عن الطعام عن طريق الفم وتناول السوائل قبل الجراحة:[Coté CJ (يوليو 1999). "Preoperative preparation and premedication". Br J Anaesth. ج. 83 ع. 1: 16–28. PMID:10616330. مؤرشف من الأصل في 2023-02-21. اطلع عليه بتاريخ 2008-08-20.]
| العمر                          | المواد الصلبة | السوائل الصافية |
| ------------------------------ | ------------- | --------------- |
| <6 أشهر                        | 4 ساعات       | ساعتان          |
| <6ـ36 شهرًا                     | 6 ساعات       | 3 ساعات         |
| >36 شهرًا (بما في ذلك البالغون) | 6 ساعات       | ساعتان          |

عندما يتطلب الأمر التخدير في حالة الطوارئ، عادةً ما يتم إجراء شفط أنفي معدي للحد من محتويات المعدة وخطر شفطها الرئوي.